# Scaphyglottis densa
Scaphyglottis densa är en orkidéart som först beskrevs av Rudolf Schlechter, och fick sitt nu gällande namn av Bryan Roger Adams. Scaphyglottis densa ingår i släktet Scaphyglottis och familjen orkidéer. Inga underarter finns listade i Catalogue of Life.